# Elecciones a la Asamblea Constitucional de la República Dominicana de 1955
Elecciones a la Asamblea Constitucional tuvieron lugar en República Dominicana el 13 de noviembre de 1955. La función de la Asamblea era revisar y enmendar ciertos artículos de la constitución.